# Hunter (Ohio)
Hunter é um lugar designado pelo censo localizado no condado de Warren no estado estadounidense de Ohio. No Censo de 2010 tinha uma população de 2.100 habitantes e uma densidade populacional de 498,66 pessoas por km².

## Geografia
Hunter encontra-se localizado nas coordenadas 39° 29′ 41″ N, 84° 17′ 25″ O. Segundo a Departamento do Censo dos Estados Unidos, Hunter tem uma superfície total de 4.21 km², da qual 4.21 km² correspondem a terra firme e (0%) 0 km² é água.

## Demografia
Segundo o censo de 2010, tinha 2.100 habitantes residindo em Hunter. A densidade populacional era de 498,66 hab./km². Dos 2.100 habitantes, Hunter estava composto pelo 97.81% brancos, o 0.43% eram afroamericanos, o 0.1% eram amerindios, o 0.62% eram asiáticos, o 0% eram insulares do Pacífico, o 0.1% eram de outras raças e o 0.95% pertenciam a duas ou mais raças. Do total da população o 0.57% eram hispanos ou latinos de qualquer raça.

## Localidades na vizinhança
O diagrama seguinte representa as localidades num raio de 12 km ao redor de Hunter.